# U-Bahnhof Nollendorfplatz

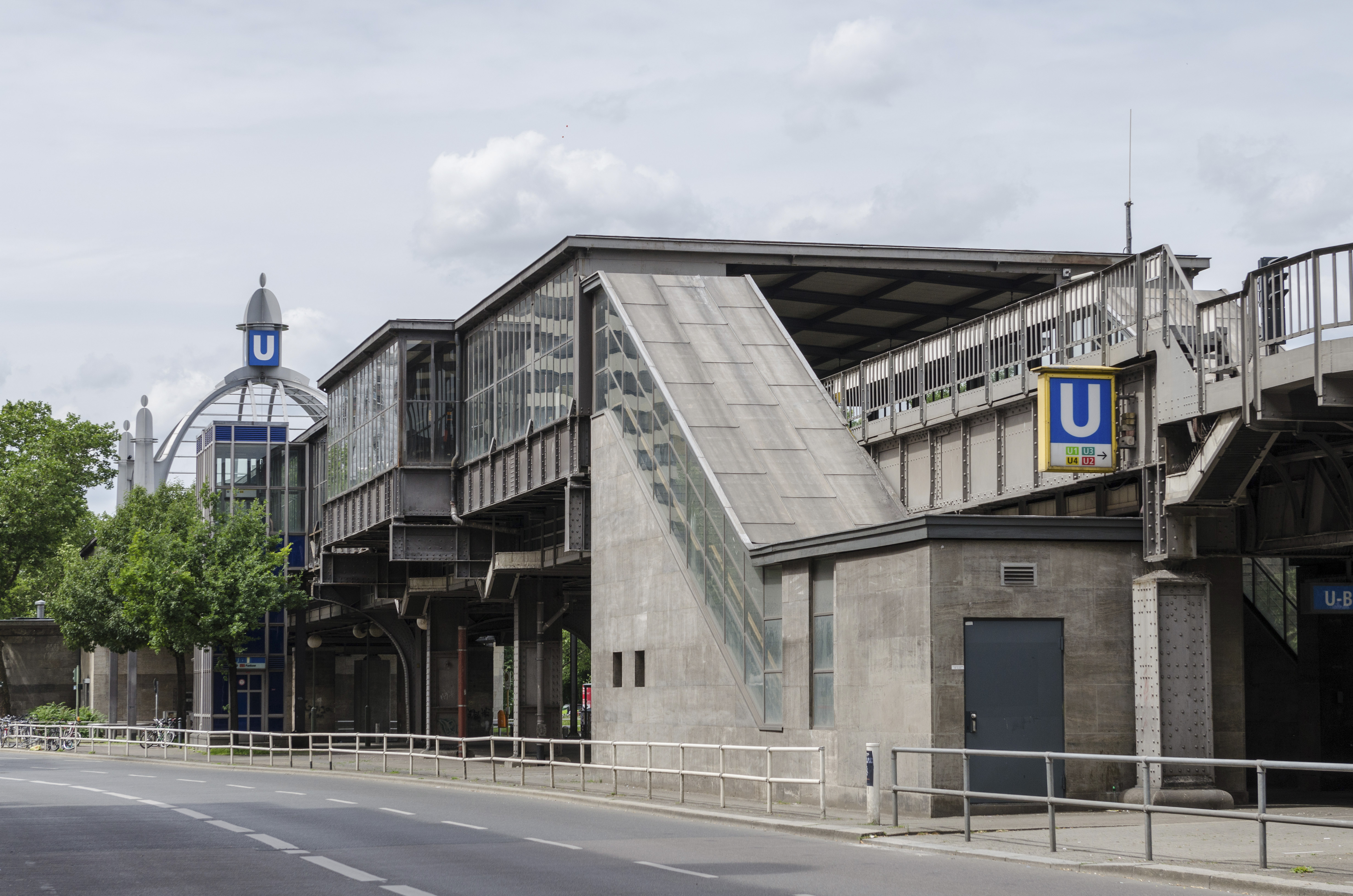
Hochbahnstation des U-Bahnhofs Nollendorfplatz, 2013

Der U-Bahnhof Nollendorfplatz ist der einzige U-Bahnhof, an dem alle vier U-Bahn-Linien (U1 bis U4) der Kleinprofilbahnen der Berliner U-Bahn halten. Der Bahnhof am Nollendorfplatz im Berliner Ortsteil Schöneberg des Bezirks Tempelhof-Schöneberg besteht aus einem Hochbahnhof mit einer großen Kuppelkonstruktion, an dem die Züge der U2 halten, sowie einem zweigeschossigen unterirdischen Bahnhof (U1, U3, U4). Die beiden unterirdischen Bahnsteige liegen übereinander und sind durch Treppen verbunden. Am oberen Bahnsteig halten die Züge der U1 und U3 Richtung Warschauer Straße, die Züge der U4 kehren am südlichen Gleis Richtung Innsbrucker Platz, am unteren Bahnsteig halten die Züge der U1 Richtung Uhlandstraße, und die Züge der U3 Richtung Krumme Lanke.

## Geschichte

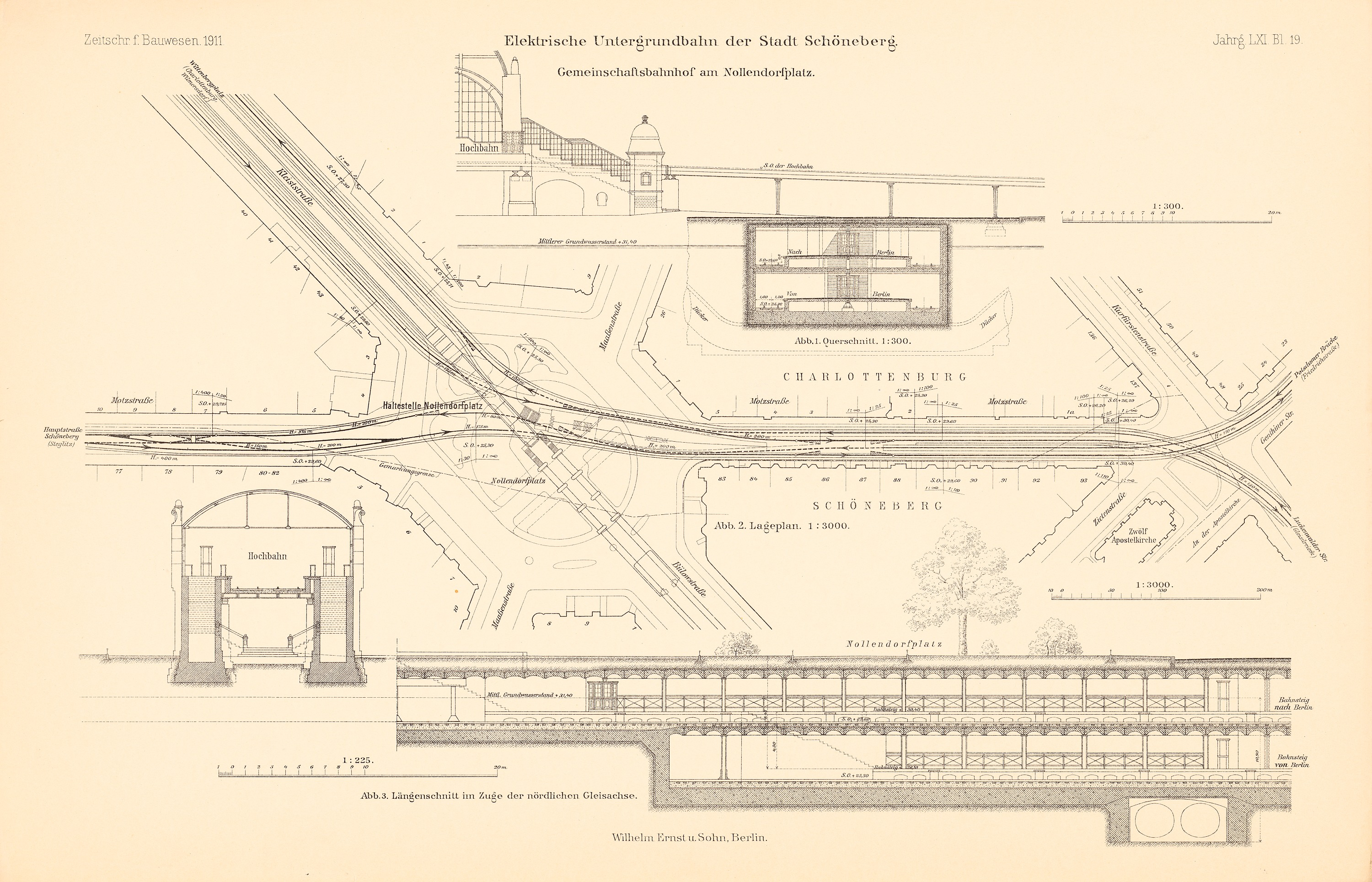
Lageplan, Querschnitt und Längsschnitt des Hochbahnhofs Nollendorfplatz, 1911

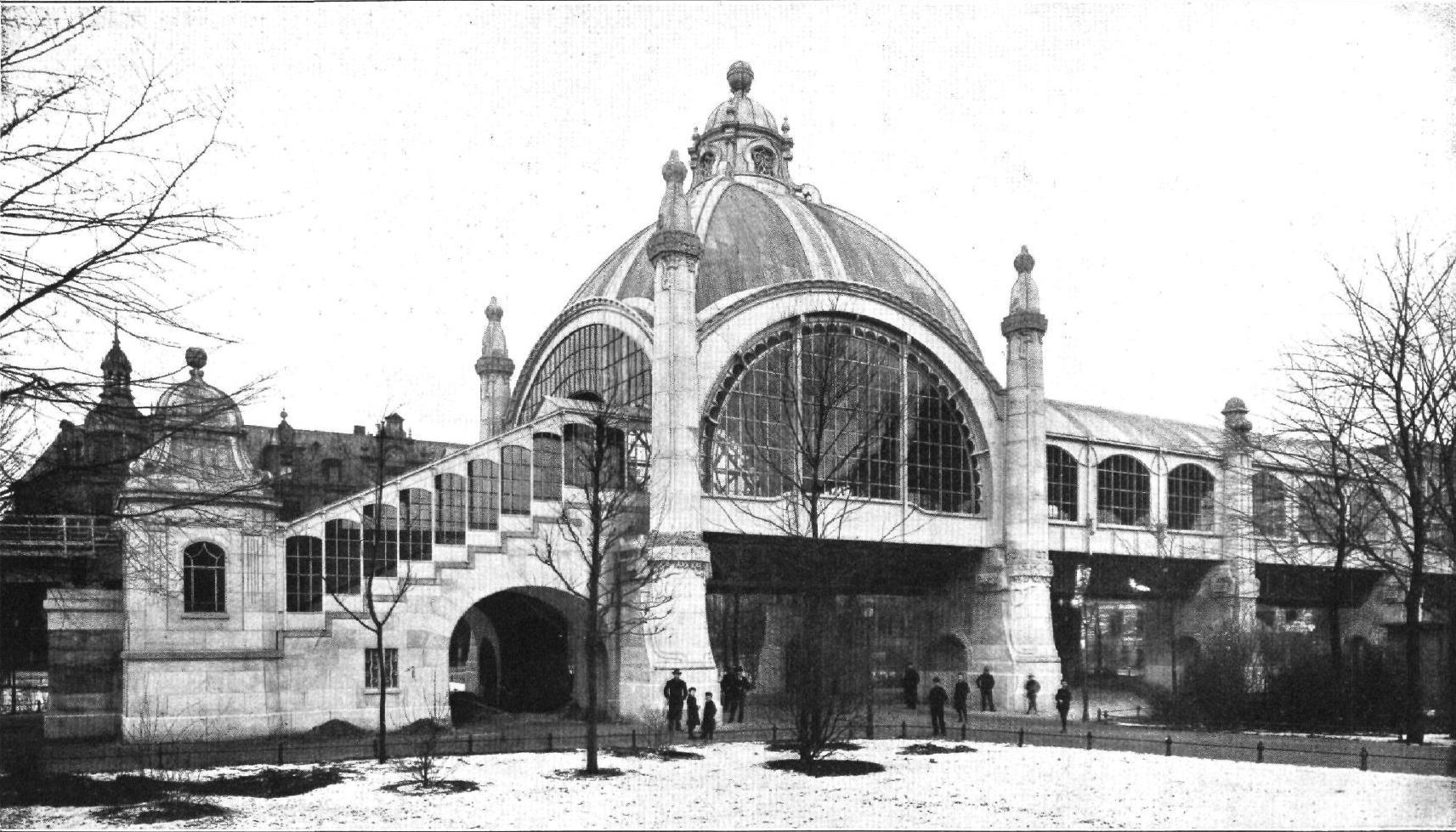
Bahnhofsgebäude, 1903

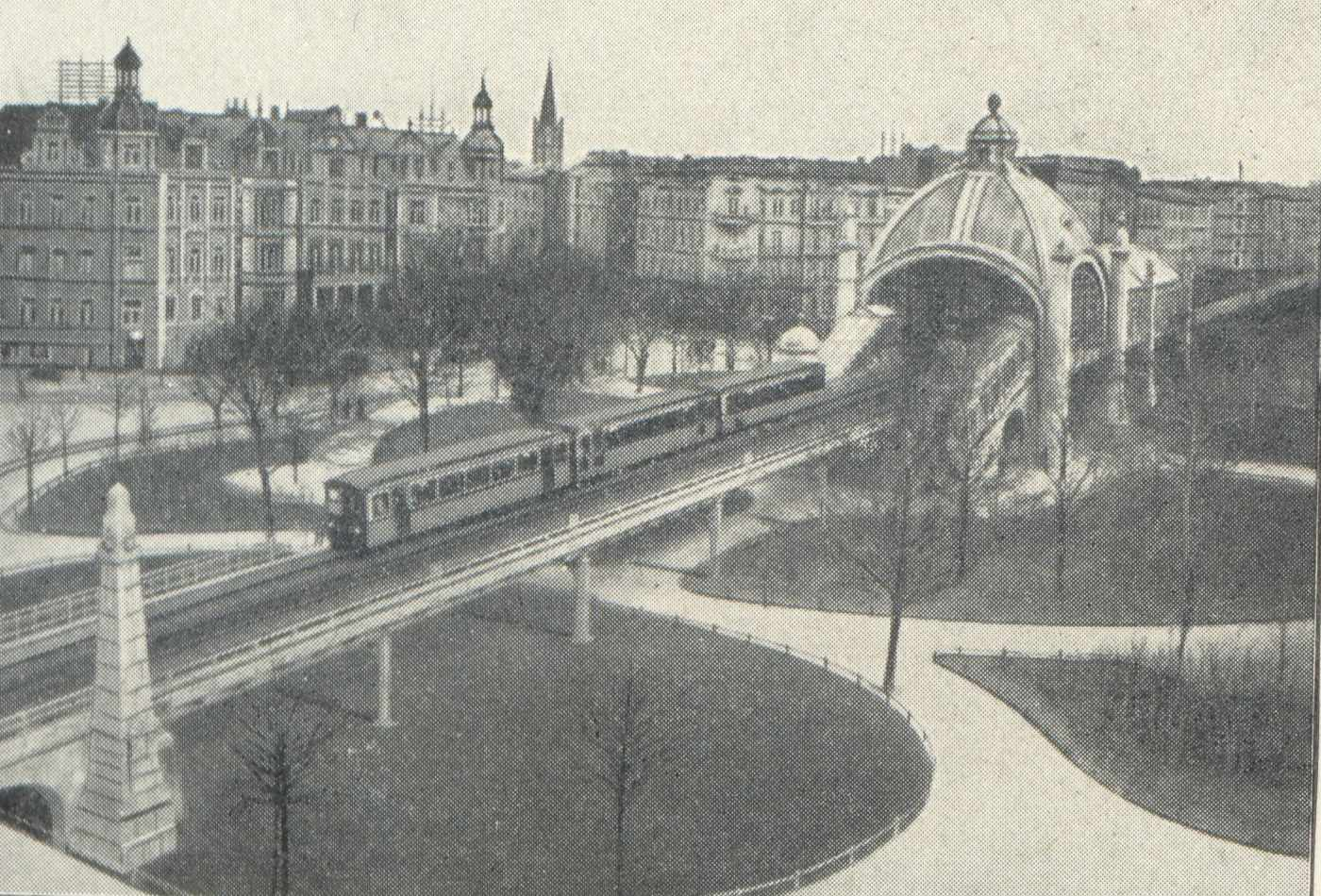
Hochbahnhof, um 1900

Der Hochbahnhof Nollendorfplatz wurde 1902 als Bahnhof an der ersten Berliner Hochbahnstrecke, der Stammstrecke, eröffnet. Entworfen hatten ihn die Architekten Wilhelm Cremer und Richard Wolffenstein. Er ist der letzte Hochbahnhof dieser Strecke in westlicher Richtung. Ab der Kleiststraße – in Höhe Courbièrestraße – verschwindet die U-Bahn als Untergrundbahn unter der Erde.
Zwischen 1908 und 1910 erbaute die damals selbstständige Stadt Schöneberg ihre Schöneberger Untergrundbahn (heute: Linie U4). Deshalb wurde ein provisorischer Bahnhof in Unterpflasterlage am Nollendorfplatz neu gebaut, der einen direkten Übergang zum gleichnamigen Bahnhof erhielt. Beim Bau dieses provisorischen Bahnhofs wurden in der Motzstraße die Knochen frühzeitlicher Tiere gefunden.
Schon beim Bau des Schöneberger U-Bahnhofs war der Bau einer parallel geführten Entlastungsstrecke nördlich der Stammstrecke vorgesehen. Daher wurde bereits 1915 mit den Vorarbeiten für den Umbau des Bahnhofs Nollendorfplatz zu einem Gemeinschaftsbahnhof begonnen.
Erst 1926 erfolgte dann die Eröffnung der unter der Kurfürstenstraße verlaufenden neuen U-Bahn. Gemeinsam mit den zwei neuen unterirdischen Ebenen wurde eine von Alfred Grenander gestaltete neue Bahnhofsvorhalle eröffnet. Gleichzeitig wurde der Schöneberger Bahnhof geschlossen und dient nur noch als Teil des U-Bahn-Tunnels.
Im Zweiten Weltkrieg wurde der Hochbahnhof schwer beschädigt und danach ohne die Kuppel stark vereinfacht wieder aufgebaut. Der Mauerbau unterbrach vor dem U-Bahnhof Potsdamer Platz die Strecke in den Ostsektor Richtung Pankow (Vinetastraße).
Die unterirdischen Gleisanlagen wurden 1971 umfassend umgebaut. Die Direktverbindung zwischen den Gleisen in Richtung Innsbrucker Platz (U4) und Warschauer Brücke (U1) wurde unterbrochen, stattdessen nördlich des Bahnhofs eine Abstell- und Kehranlage eingerichtet. Zugleich wurde eine seit 1940 bestehende Bunkeranlage auf dem unteren Bahnsteig abgebaut und der freigelegte Gleistrog erstmals für die Züge der U4 genutzt.
Im Jahr 1972 stellte die BVG auf dem Hochbahnhof Nollendorfplatz gemeinsam mit der Strecke entlang der Bülowstraße zum Gleisdreieck den Betrieb ein, da das geringe Fahrgastaufkommen einen rentablen Betrieb nicht mehr möglich machte.
Stattdessen zog auf den Hochbahnsteigen der Trödelmarkt Berliner Flohmarkt ein, bei dem ausgemusterte U-Bahn-Wagen als Verkaufsfläche dienten. Da im benachbarten und ebenfalls ungenutzten Bahnhof Bülowstraße ein türkischer Basar entstand, ließ die BVG auf der Hochbahnstrecke zwischen den beiden Bahnhöfen einen Straßenbahnmitteleinstiegwagen des Typs TM 36 pendeln. Dafür erhielt das nördliche Streckengleis eine Einfachfahrleitung, außerhalb der Bahnhofshallen wurde auf dem anderen je ein kurzer Bahnsteig eingerichtet. Es war die vorerst letzte Straßenbahnstrecke in West-Berlin.
Seit 1989 erinnert eine Gedenktafel an der Südseite der Fassade des Bahnhofs an die homosexuellen Opfer des Nationalsozialismus. Es war das erste öffentliche Denkmal für diese Opfergruppe in einer deutschen Stadt.
Nach dem Fall der Mauer 1989 musste der Flohmarkt im Jahr 1993 der wiedereröffneten Linie U2 nach Pankow weichen, auch die Straßenbahnanlage wurde abgebaut. Zwischen 1999 und 2002 wurde die Kuppelkonstruktion des Hochbahnhofs, ausschließlich mit Spendengeldern (rund 300.000 Euro), in vereinfachter Form wiedererrichtet. Der Architekt der 30 Meter hohen Stahlkonstruktion war Ralf Schüler.
Die Wiederinbetriebnahme der Strecke zwischen Mohrenstraße und Wittenbergplatz erfolgte am 13. November 1993.
Im Jahr 2001 baute die BVG eine verglaste Leitstelle zur Fahrgastinformation in die ebenerdige Halle des Hochbahnhofs ein; die Leitstelle setzt sich mit einem ebenfalls verglasten Anbau unter der Rampe der Hochbahn in Richtung Wittenbergplatz fort.
Im Rahmen der Aktion „Lichter im Regenbogenkiez – Lichter für Toleranz und Vielfalt“ erstrahlte die Kuppel des Hochbahnhofs am 6. Dezember 2013 erstmals in Regenbogenfarben. Die ursprünglich bis zum 6. Januar 2014 befristete Aktion wurde schließlich zur dauerhaften Installation.
Sowohl der Hoch- als auch der Untergrundbahnhof stehen unter Denkmalschutz. Hierzu gehört auch der am westlichen Ende unter dem U-Bahn-Bogen der Hochbahn gelegene Nickelmann-Brunnen von Ernst Westphal.

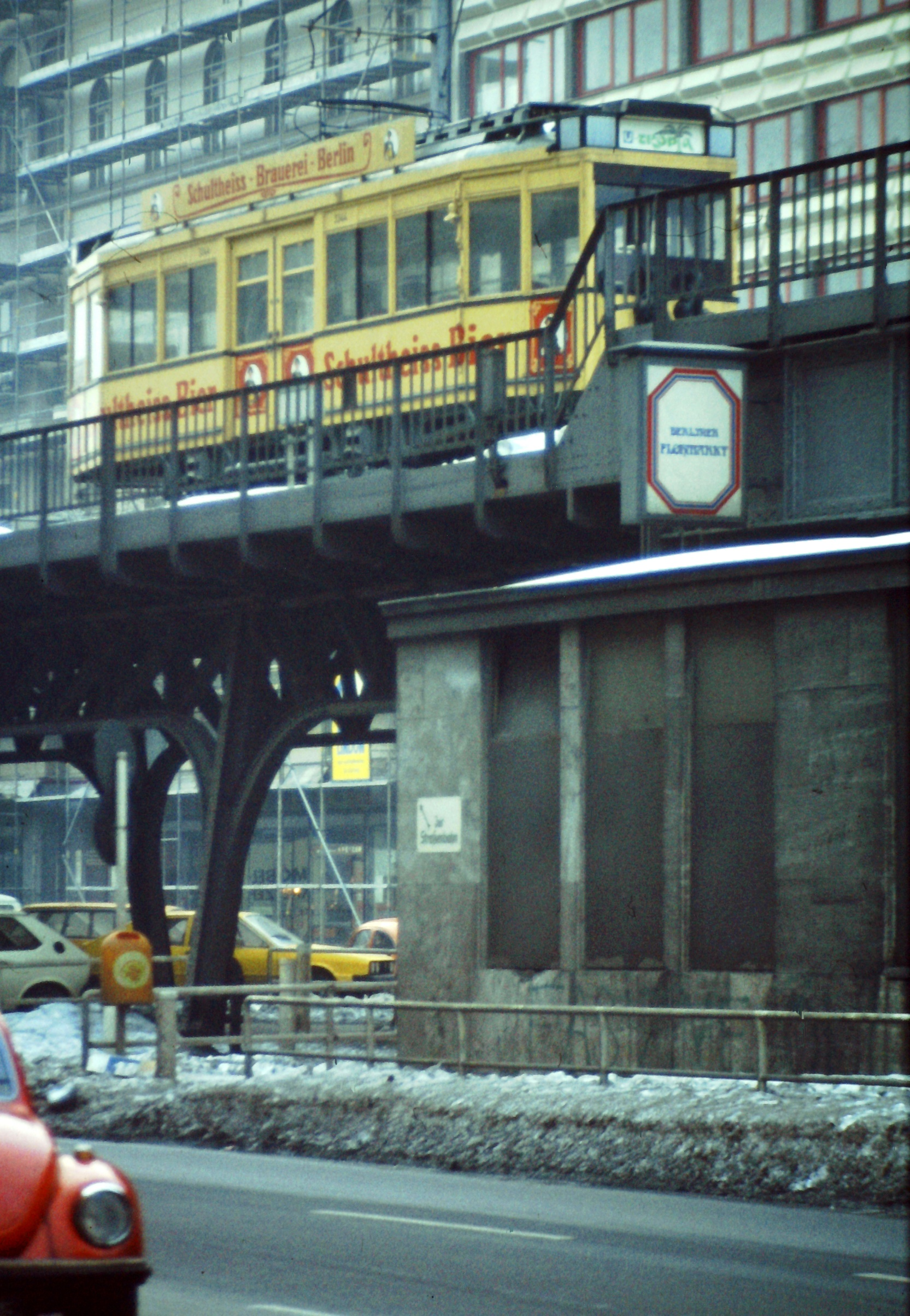
Straßenbahnwagen auf den Hochbahngleisen, 1979
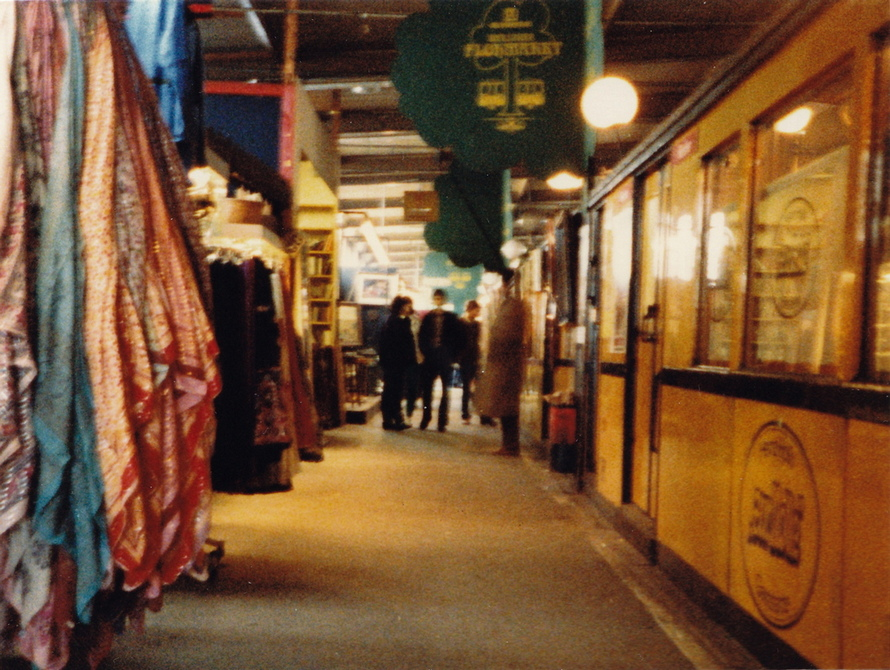
Ehemaliger Berliner Flohmarkt auf dem oberen Bahnsteig, 1983
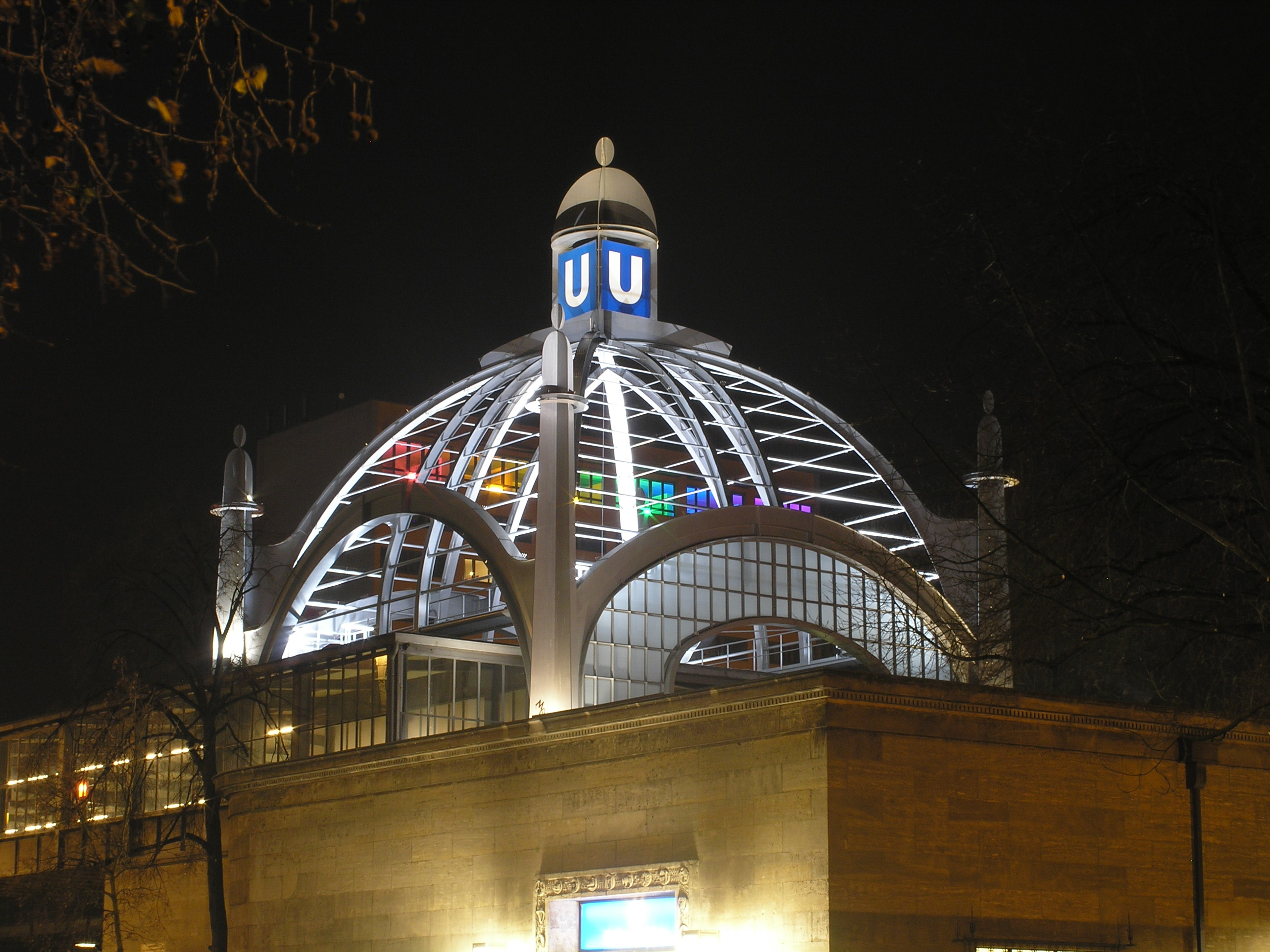
Beleuchtete Kuppel
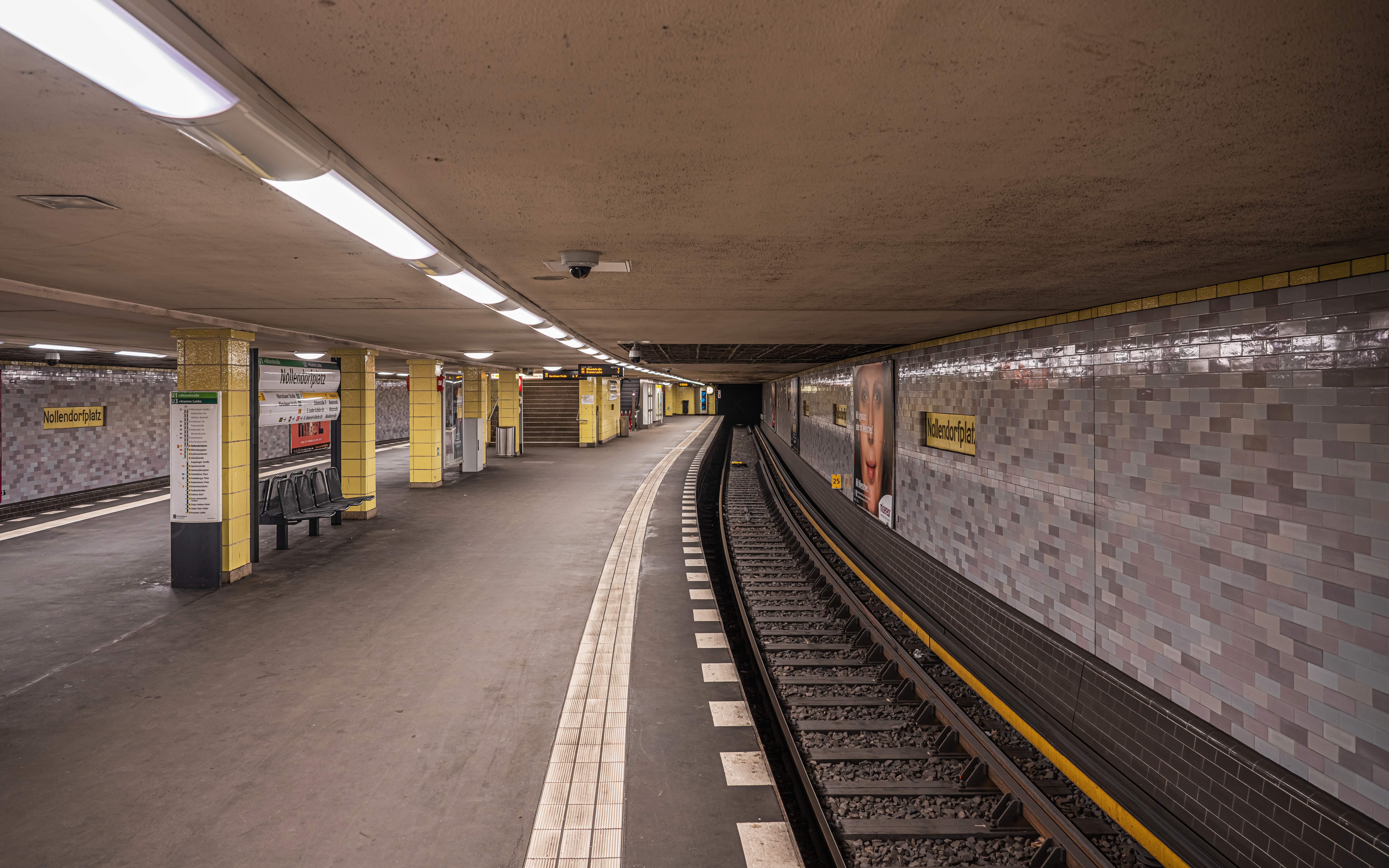
Bahnsteig der Linien U1 und U3
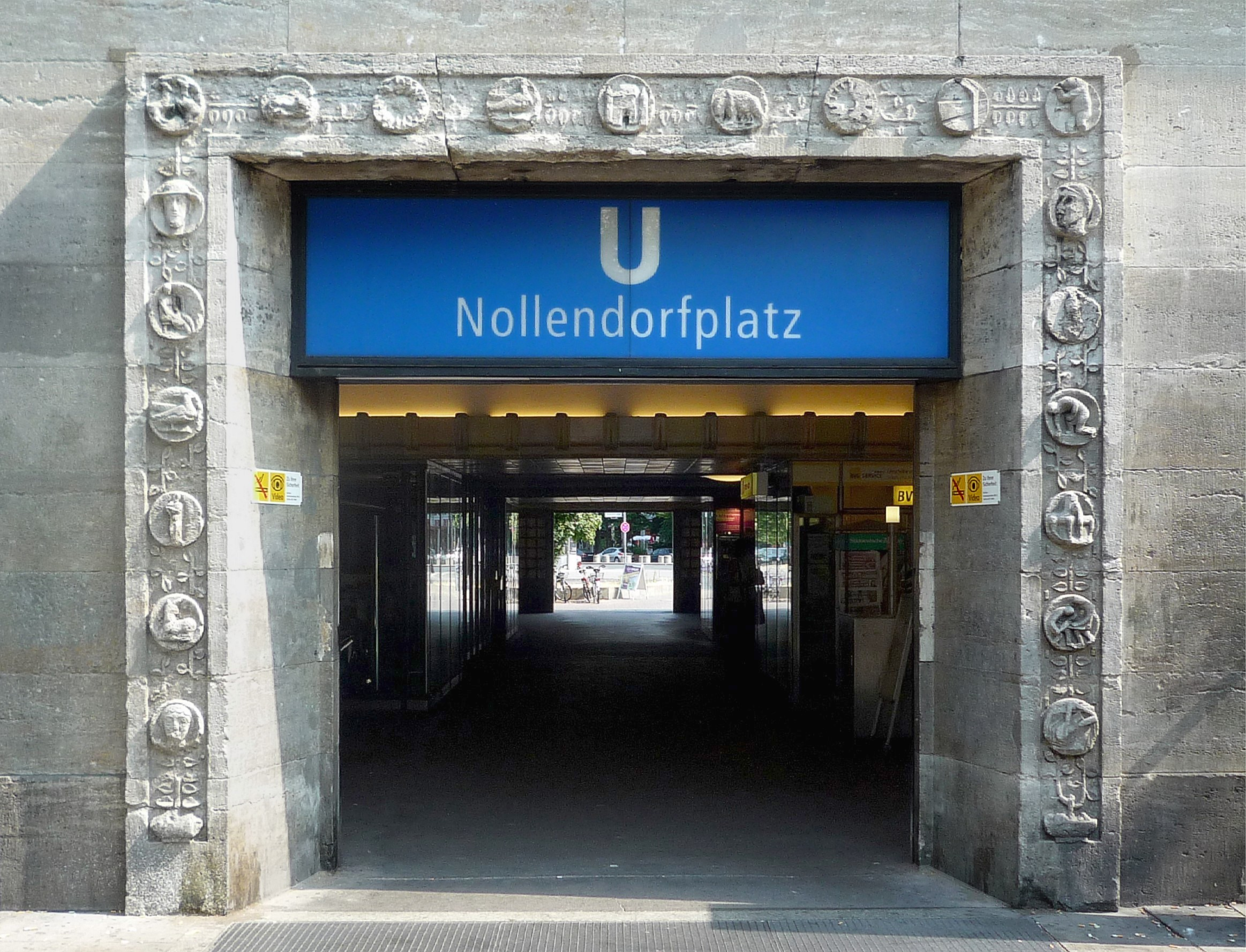
Eingang auf der Südseite, 2011
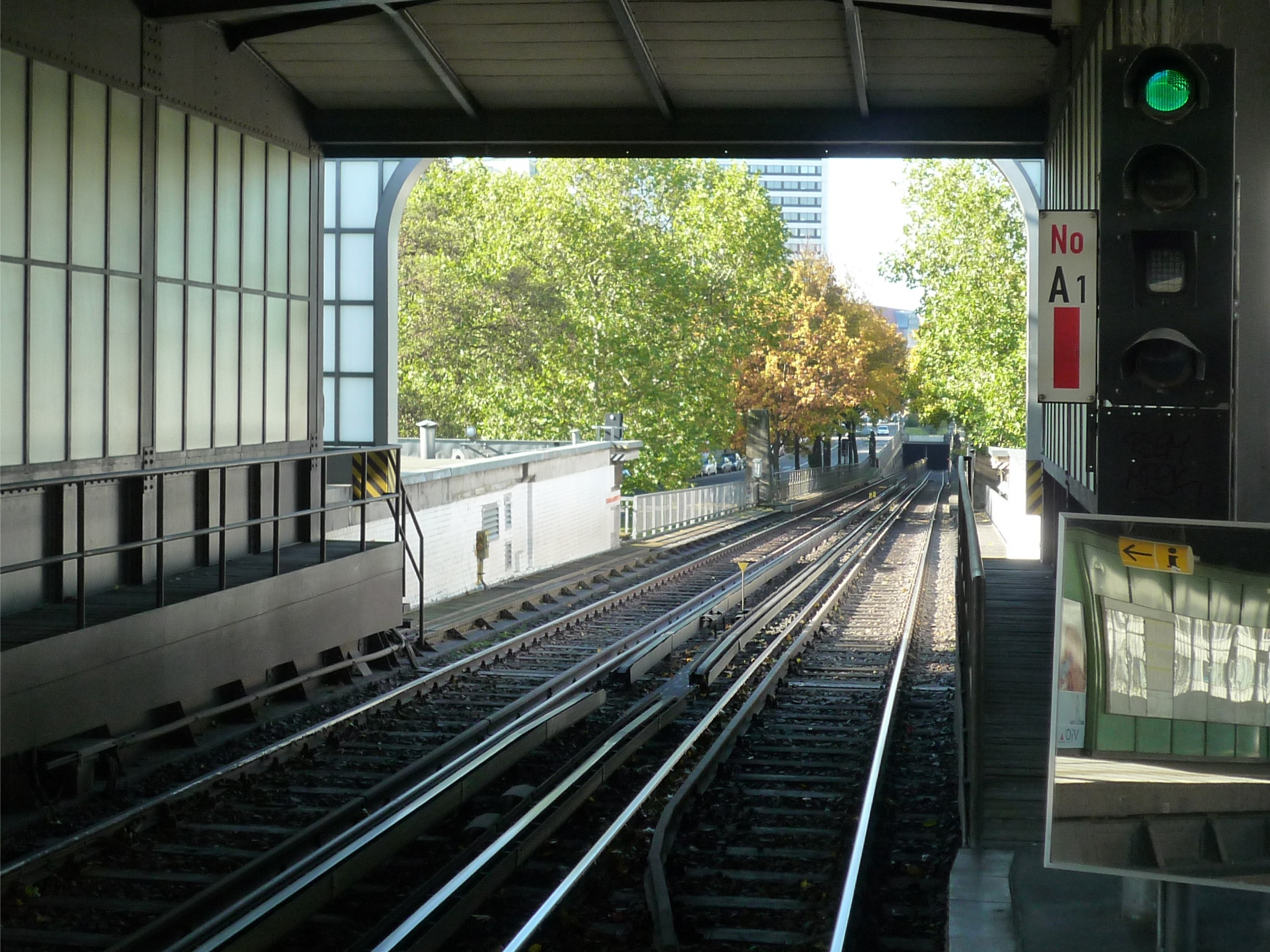
Blick zum Tunnel Richtung Wittenbergplatz
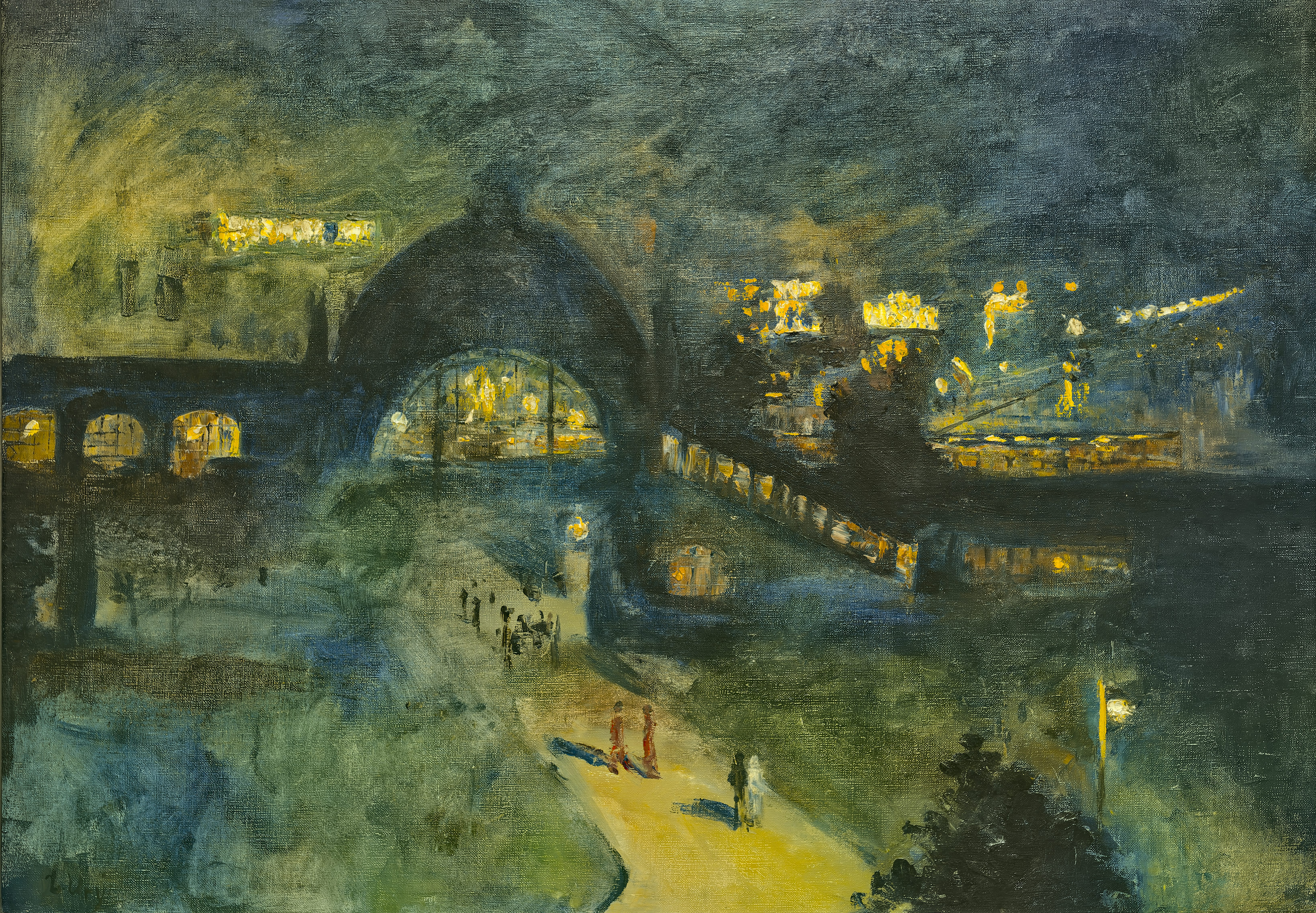
Bahnhof Nollendorfplatz bei Nacht, Gemälde von Lesser Ury, 1925
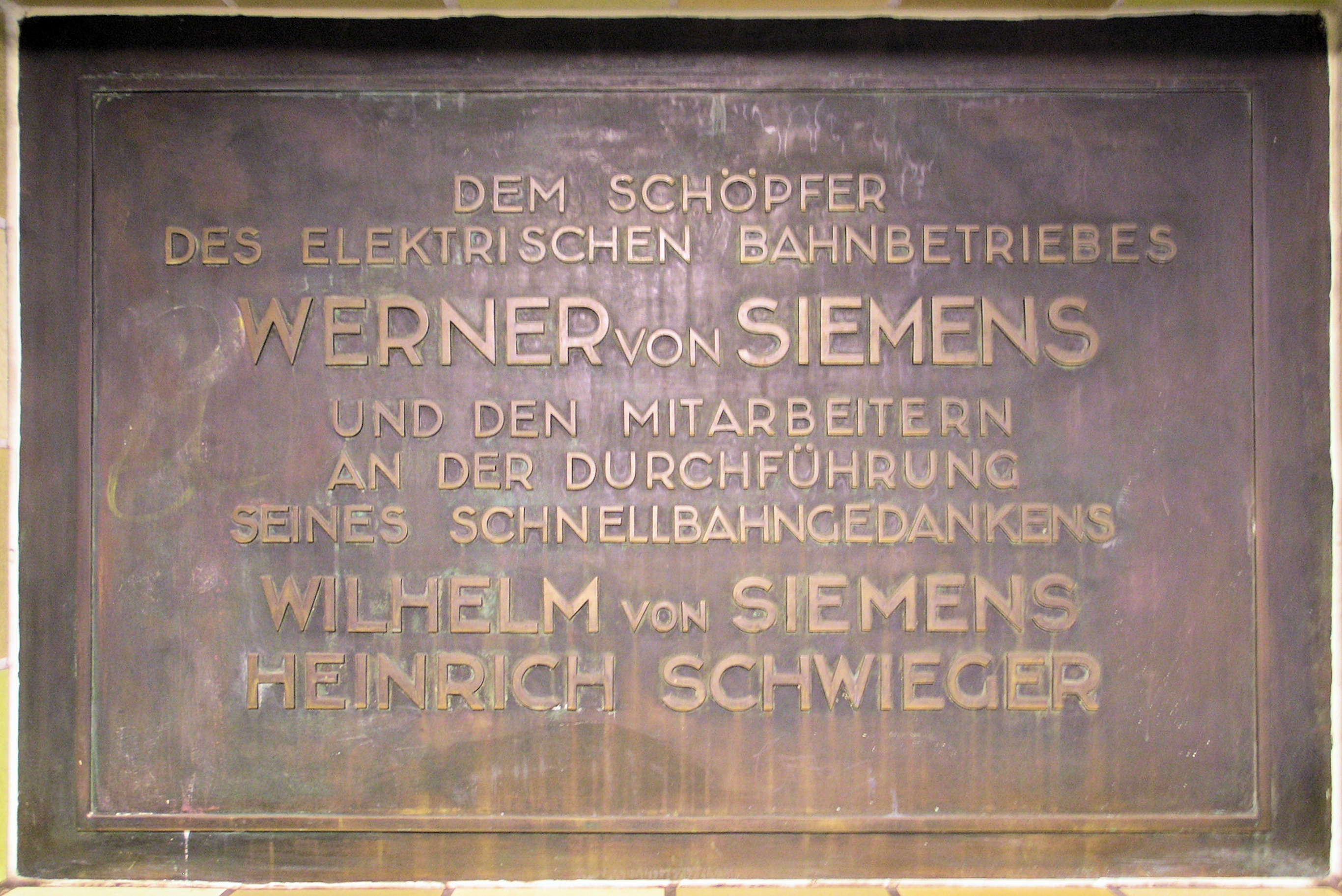
Gedenktafel von 1926 zwischen den Aufgängen zur U2
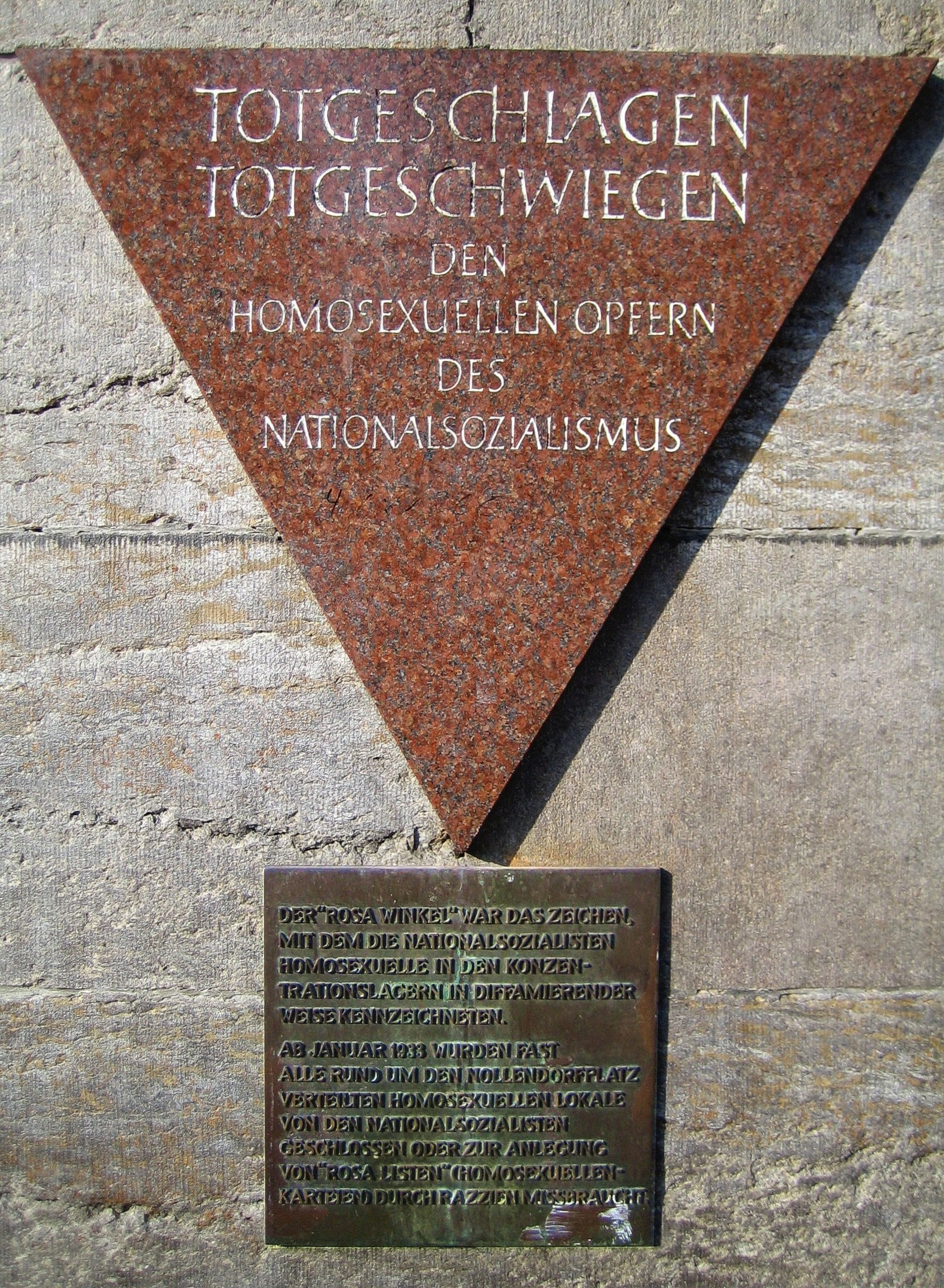
Erinnerungstafel am U-Bahnhof an die homosexuellen Opfer des Nationalsozialismus
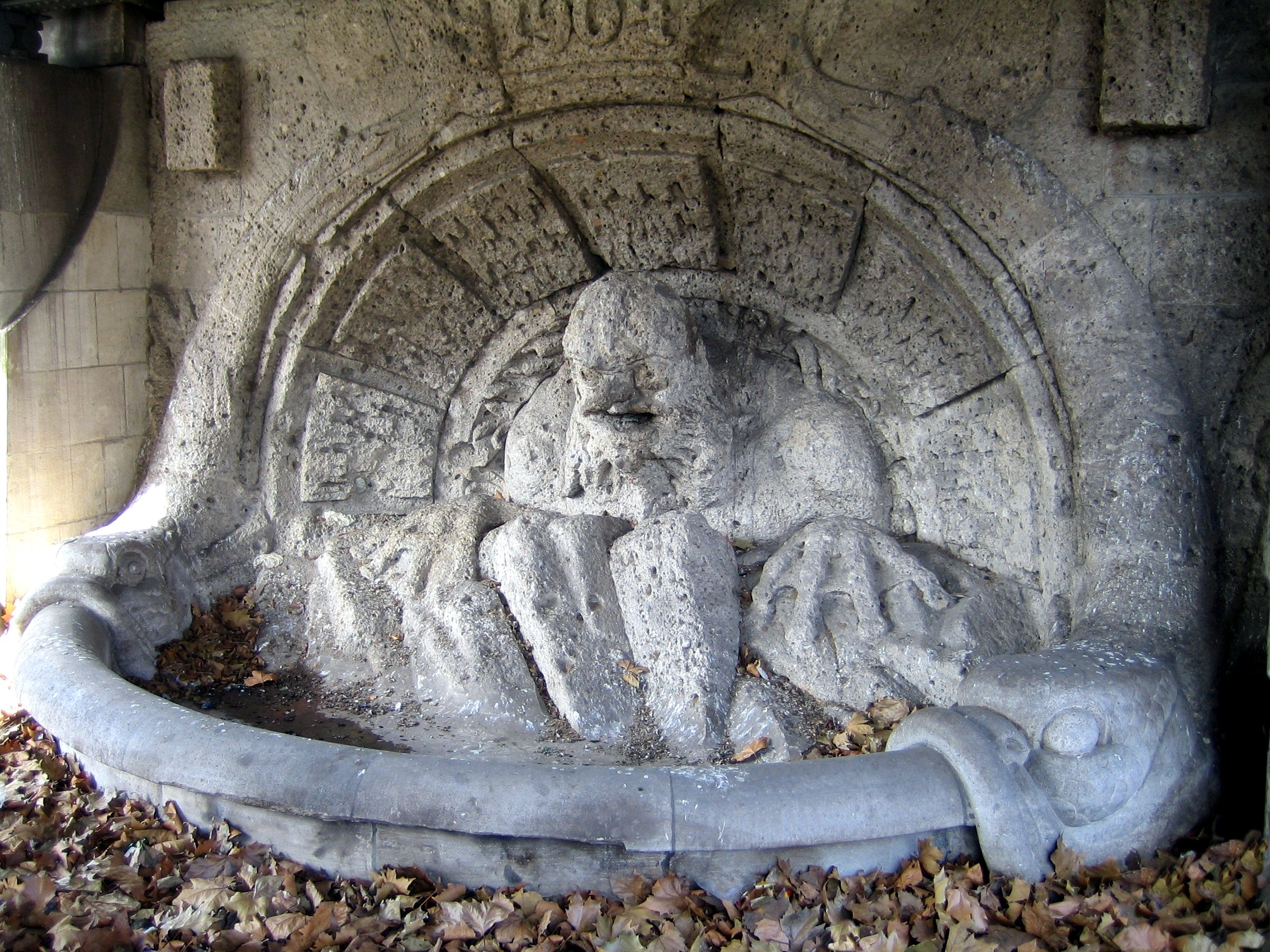
Nickelmann-Brunnen

## Anbindung
| Linie | Verlauf |
| ----- | --- |
|       | Uhlandstraße – Kurfürstendamm – Wittenbergplatz – Nollendorfplatz – Kurfürstenstraße – Gleisdreieck – Möckernbrücke – Hallesches Tor – Prinzenstraße – Kottbusser Tor – Görlitzer Bahnhof – Schlesisches Tor – Warschauer Straße |
|       | Pankow – Vinetastraße – Schönhauser Allee – Eberswalder Straße – Senefelderplatz – Rosa-Luxemburg-Platz – Alexanderplatz – Klosterstraße – Märkisches Museum – Spittelmarkt – Hausvogteiplatz – Stadtmitte – Mohrenstraße – Potsdamer Platz – Mendelssohn-Bartholdy-Park – Gleisdreieck – Bülowstraße – Nollendorfplatz – Wittenbergplatz – Zoologischer Garten – Ernst-Reuter-Platz – Deutsche Oper – Bismarckstraße – Sophie-Charlotte-Platz – Kaiserdamm – Theodor-Heuss-Platz – Neu-Westend – Olympia-Stadion – Ruhleben |
|       | Warschauer Straße – Schlesisches Tor – Görlitzer Bahnhof – Kottbusser Tor – Prinzenstraße – Hallesches Tor – Möckernbrücke – Gleisdreieck – Kurfürstenstraße – Nollendorfplatz – Wittenbergplatz – Augsburger Straße – Spichernstraße – Hohenzollernplatz – Fehrbelliner Platz – Heidelberger Platz – Rüdesheimer Platz – Breitenbachplatz – Podbielskiallee – Dahlem-Dorf – Freie Universität (Thielplatz) – Oskar-Helene-Heim – Onkel Toms Hütte – Krumme Lanke                                                            |
|       | Nollendorfplatz – Viktoria-Luise-Platz – Bayerischer Platz – Rathaus Schöneberg – Innsbrucker Platz |

Neben den vier hier verkehrenden U-Bahn-Linien bietet der U-Bahnhof Umsteigemöglichkeiten zu den Omnibuslinien M19, 106 und 187 der BVG.